# اس‌ام یوبی-۱۳
اس‌ام یوبی-۱۳ (به انگلیسی: SM UB-13) یک زیردریایی بود که طول آن ۹۱ فوت ۶ اینچ (۲۷٫۸۹ متر) بود. این زیردریایی در سال ۱۹۱۵ ساخته شد.